# Paul Lob
Paul Lob (* 13. července 1893, La Tour-de-Peilz – 22. února 1965, Montreux) byl švýcarský reprezentační hokejový obránce.
V roce 1920 byl členem Švýcarského hokejové týmu, který skončil pátý na zimních olympijských hrách.